# Mekrania
Mekrania là một chi bướm đêm thuộc họ Erebidae.